# كليمي سابان

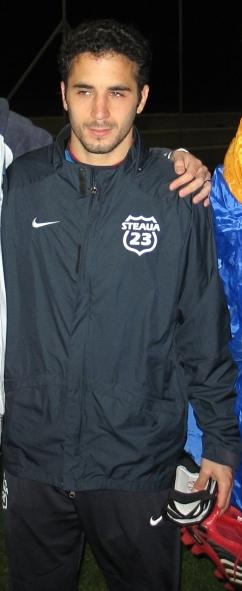
كليمي سابان

كليمي راهامين سابان (بالعبرية: רחמים 'קלמי' סבן) (مواليد 17 فبراير 1980 في نتانيا - إسرائيل) لاعب كرة قدم إسرائيلي دولي معتزل كان يجيد اللعب في مركز الظهير الأيمن.

## مسيرته الكروية
لعب كليمي سابان خلال مسيرته الاحترافية مع 8 أندية في ستة عشر موسمًا وسجل خلالها 3 أهداف ضمن 336 مباراة. ولم يفز بأي موسم بالكأس وفاز في موسم واحد بالدوري.
خاض كليمي سابان مسيرته مع نادي مكابي نتانيا في موسم 1998–99 في المرة الأولى واستمر معه طيلة ثلاثة مواسم ثم في موسم 2007–08 واستمر معه طيلة ثلاثة مواسم، مشاركًا طوالها في 156 مباراة سجل خلالها هدفًا واحدًا. ثم انتقل إلى نادي هابوعيل تل أبيب في موسم 2001–02 واستمر معه طيلة ثلاثة مواسم، حيث شارك في 42 مباراة سجل خلالها هدفين. لينتقل بعدها إلى هبوعيل بتاح تكفا ‏ في موسم 2004–05 لمدة موسم واحد، مشاركًا في 32 مباراة ولم يسجل أي هدف. ثم انتقل إلى نادي مكابي حيفا في موسم 2005–06 لمدة موسم واحد، مشاركًا في 26 مباراة ولم يسجل أي هدف أيضًا. هذا وانتقل لاحقًا إلى نادي ستيوا بوخارست في موسم 2006–07 لمدة موسم واحد، مشاركًا في 8 مباريات ولم يسجل أي هدف أيضًا. ثم انتقل بعدها إلى نادي مكابي تل أبيب في موسم 2010–11 ولمدة موسمين، مشاركًا في 42 مباراة ولم يسجل أي هدف أيضًا. ليعود وينتقل من جديد، لكن هذه المرة إلى نادي هبوعيل بئر السبع في موسم 2012–13 لمدة موسم واحد، مشاركًا في 18 مباراة ولم يسجل أي هدف أيضًا. لينتقل بعدها إلى Hapoel Acre F.C. ‏ في موسم 2013–14 لمدة موسم واحد، مشاركًا في 12 مباراة ولم يسجل أي هدف أيضًا.

## روابط خارجية
- كليمي سابان على موقع الاتحاد الأوربي (الإنجليزية)
- كليمي سابان على موقع قاعدة بيانات كرة القدم.إي يو (الإنجليزية)
- كليمي سابان على موقع ناشيونال فوتبول تيمز (الإنجليزية)
- كليمي سابان على موقع Soccerway.com (الإنجليزية)
- كليمي سابان على موقع كووورة